# Cleveland (Tennessee)
Cleveland è una città degli Stati Uniti d'America, nella contea di Bradley, nello Stato del Tennessee.